# Colonmassage
Die Colon- oder Kolonmassage (CM), auch als Kolonbehandlung, Darmmassage oder Bauchmassage bezeichnet, ist eine Form der Massage des Bauchraumes.

## Definition
Die Colonmassage ist eine Massage des Dickdarms. Angewendet wird sie vor allem bei der Behandlung chronischer Verstopfung. Nach der Auffassung von Paul Vogler, der diese Methode (analog zur Periostmassage) aus naturheilkundlichen Methoden abgeleitet und ihren Nutzen wissenschaftlich belegt hat, kann sie jedoch bei nahezu allen Beschwerden angewendet werden. Sie stellt eine medikamentöse Alternative zu Abführmitteln dar und ist Bestandteil der Ausbildung von Masseuren und Physiotherapeuten.

## Behandlung
Die Behandlung wird – im Unterschied zu anderen Formen der „Bauchmassage“ – an fünf anatomisch definierten Punkten durchgeführt. Vor der Behandlung sollte der Patient nicht viel gegessen und möglichst Blase und Darm entleert haben. Die Kolonbehandlung ist eine sehr ruhige Massage, bei der sich der Therapeut an der Atmung des Patienten orientiert. Während der Behandlung sollte der Patient keine Schmerzen spüren. Die Dauer der Behandlung ist mit mindestens 30 Minuten, eher mit einer 1 Stunde, anzusetzen. Die Therapie vollzieht sich in Form einer manuellen Therapie des Bauchraums, welche in einer Druck- und Gleitbewegung durchgeführt und dabei analwärts gerichtet ist.

## Indikationen (Anzeigen)
- chronische Obstipation und Darmträgheit
- Meteorismus und Flatulenzen
- paralytischer Darmverschluss, Hyperperistaltik

## Kontraindikationen (Gegenanzeigen)
- akute Entzündungen in Bauchraum und kleinem Becken
- chronisch-entzündliche Darmerkrankungen wie Morbus Crohn und Colitis ulcerosa im Schub
- Krebserkrankungen im Bauchraum
- große Narben im Bauchraum, radiogene Veränderungen
- Schwangerschaft, starke Menstruation
- Divertikulose
- Darmverschluss (mechanischer Ileus)
- Beinvenenthrombosen, Aneurysma

## Verschreibung
Die Kolonmassage ist (unter dem Indikationsschlüssel SO1) grundsätzlich verschreibungsfähig und im aktuellen Heilmittelkatalog geführt.